# Croc Farm Ivato
La croc farm Ivato ou parc à crocodiles Ivato est un parc à crocodiles situé dans la ville d'Ambohidratrimo à 3 km de l'aéroport d'Antananarivo à Madagascar,.

## Description
Le parc, d'une superficie de 3 ha, a ouvert ses portes en 1993. Il est couvert d'une végétation endémique : pervenches de Madagascar, hibiscus, cocotiers, baobabs.
On peut y rencontrer lémuriens, caméléons, batraciens, boas, tortues étoilées de Madagascar et surtout des crocodiles du Nil dont le parc fait l'élevage.